# ستیبحور
ستیبحور (به انگلیسی: Setibhor) یک ملکه همسر در مصر باستان بود که در دوران حکمرانی دودمان پنجم مصر زندگی می‌کرد. او به احتمال زیاد همسر فرعون جدکارع بوده است. او عناوین مختلفی داشت که شامل «دوست حوروس»، «کسی که حوروس و ست را می‌بیند»، «بزرگِ عصای حِتِس»، «بزرگِ ستایش‌ها» و «همسر پادشاه، محبوب او» می‌شود.
هرم او مدت‌ها شناخته شده بود و در کنار هرم پادشاه در سقاره قرار داشت. این هرم به دلیل اندازه غیرمعمولاً بزرگش شناخته می‌شود که بزرگ‌ترین هرم ساخته شده برای یک ملکه در دوران پادشاهی کهن مصر است. نام و عناوین او در یک ستون در سال ۲۰۱۹ پیدا شد. این هرم شامل عناصری است که قبلاً فقط در مجموعه‌های مربوط به پادشاهان استفاده می‌شد.
مصرشناس برجسته احمد فخری در دهه ۱۹۵۰ معبد وداع او را کاوش کرد، اما گزارش این کاوش هرگز منتشر نشد. کلاوس بیر، مصرشناس آمریکایی که در کاوش با فخری همکاری کرده بود، اشاره کرد که صحنه‌ها «به‌طور ثانویه تغییر یافته‌اند» و متون بالای سر ملکه پاک شده و به جای آن‌ها «کرکس‌ها و سایر نشان‌های سلطنتی» قرار گرفته‌اند. او همچنین اشاره کرد که معبد «به شدت تخریب شده بود». مصرشناس آمریکایی معاصر آن می‌سی راث پیشنهاد داد که نشان‌های سلطنتی و خشونتی که در آثار او به کار رفته‌اند، ممکن است نشان‌دهنده آن باشند که او ممکن است به‌عنوان یک پادشاه زن حکومت کرده باشد، مشابه با آنچه که در مورد آثار حتشپسوت پس از مرگش مشاهده می‌شود. تحقیقات جدیدتر پس از کاوش‌های بیشتر در معبد، محتاطانه‌تر هستند، اما هنوز به موقعیت و وضعیت برجسته این زن اشاره می‌کنند. تزیینات معبد هرم او ویژگی‌هایی دارد که به‌طور قطع برای ملکه‌های بعدی شناخته شده است.